# 29. Waffen-Grenadier-Division der SS „RONA“ (russische Nr. 1)
Die 29. Waffen-Grenadier-Division der SS „RONA“ (russische Nr. 1) war eine Division der Waffen-SS, die im Sommer 1944 durch die Umgliederung der Waffen-Sturm-Brigade RONA entstehen sollte, jedoch wurde die Aufstellung nie durchgeführt. Die Abkürzung RONA von Russkaja Oswoboditelnaja Narodnaja Armija (russisch РОНА – Русская Освободительная Народная Армия) bedeutet auf Deutsch Russische Volksbefreiungsarmee.
Nach ihrem Kommandeur, dem Brigadeführer (äquivalent dem Generalmajor) der Waffen-SS Bronislaw Wladislawowitsch Kaminski, wird die Einheit auch oft als Kaminski-Brigade bezeichnet. Die Division durfte auf Befehl Hitlers nur in der Partisanenbekämpfung eingesetzt werden. Sie wurde noch vor Kriegsende wegen Unzuverlässigkeit aufgelöst.

## Kaminski-Brigade
Die Kaminski-Brigade hatte ihren Ursprung im Jahre 1941 in Lokot, einer Stadt im Gebiet Brjansk (Südrussland). Nachdem die Stadt durch die 2. Panzerarmee erobert worden war, zogen sich viele Einheiten der Roten Armee in die Wälder der Umgebung zurück, um von dort aus die deutschen Versorgungslinien anzugreifen. Die deutschen Besatzer erlaubten daraufhin dem Bürgermeister der Stadt, Konstantin Woskobojnik (auch: Woskobojnikow), einem Klassenkameraden Kaminskis, eine Miliz in der Stärke von 500 Mann aufzustellen. Diese Einheit bewährte sich im Kampf gegen die Partisanen, deren Aktivitäten rasch nachließen.

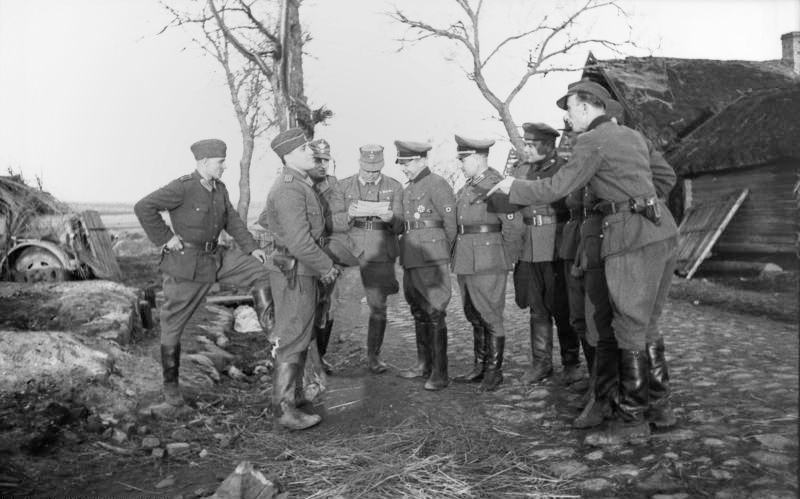
Kaminski mit Polizeioffizieren

Nachdem Woskobojnik im Kampf gefallen war, ernannte der Oberbefehlshaber der 2. Panzerarmee, Generaloberst Schmidt, am 19. August 1942 Kaminski zum neuen Kommandeur und erlaubte ihm, die Einheit aufzustocken. Bis zum Herbst 1943 wuchs sie zu einer Brigade von 10.000 Mann an, die in fünf Infanterieregimenter, eine Artillerieabteilung mit 36 Feldgeschützen, eine gepanzerte Einheit mit 24 erbeuteten T-34-Panzern und verschiedene Nachschubeinheiten gegliedert war. Zusammen mit der SS-Sondereinheit Dirlewanger wurde die Brigade zur Partisanenbekämpfung im Rücken der Heeresgruppe Mitte eingesetzt.
Als die Rote Armee das Operationsgebiet der Brigade erreichte, zog diese sich, unter Mitnahme ihrer Familienangehörigen und ihres Viehs, im Herbst 1943 nach Westen zurück und wurde dem Chef der SS-Bandenkampfverbände, Erich von dem Bach-Zelewski, unterstellt.

## RONA
1944 nahm die Einheit den Titel „Russische Volksbefreiungsarmee“ an (russisch РОНА – Русская Освободительная Народная Армия – RONA – Russkaja oswoboditelnaja narodnaja armija). Als Hoheitsabzeichen trugen die Angehörigen statt der kyrillischen die lateinischen Initialen „RONA“ auf dunkelgrünem Grund über einem weißen Schild mit rotem Rand, in dem sich ein schwarzes Kreuz befand, am linken Ärmel.
Zum 1. August 1944 wurde die Division offiziell aufgestellt und bereits wenige Tage später bei der Niederwerfung des Warschauer Aufstands eingesetzt, wobei sie bei den Massakern von Wola und Ochota durch besondere Grausamkeit und umfangreiche Plünderungen auffiel. Unter einem Vorwand wurde Kaminski samt seinem Stab nach Łódź gelockt und auf Anordnung Bach-Zelewskis nach einem kurzen Standgerichtsverfahren als Plünderer erschossen. Gegenüber seinen Untergebenen wurde die Version verbreitet, Kaminski sei in einen Hinterhalt von Partisanen geraten. Laut Heinz Guderians Memoiren wurde Kaminski jedoch wegen seines Vorgehens in Warschau erschossen, auch um einen anrüchigen Zeugen zu beseitigen.
Nach den Ereignissen in Warschau wurde die noch in Aufstellung befindliche Division immer wieder zur Niederschlagung von Aufständen, etwa in der Slowakei, herangezogen. Im November 1944 schließlich wurde der Versuch, die Division auf volle Stärke zu bringen, aufgegeben. Die Reste der RONA, etwa 3.000 Mann, wurden auf dem Truppenübungsplatz Münsingen in das Grenadier-Regiment 1602 der 600. Infanterie-Division (russ.) der Russischen Befreiungsarmee General Wlassows eingegliedert. Die Divisionsnummer 29 wurde Anfang März 1945 an eine italienische SS-Einheit erneut vergeben.

## Rekrutierung und personelle Zusammensetzung
Kaminski hatte anfangs weitgehende Freiheiten bei der Rekrutierung seiner Männer. Aus wie vielen Angehörigen welcher Nationalitäten sich seine „Russische Volksbefreiungsarmee“ zu einem bestimmten Zeitpunkt zusammensetzte, ist allerdings unbekannt.

## Gliederung als 29. Waffen-Grenadier-Division der SS
- Waffen-Grenadier-Regiment der SS 72 (russisches Nr. 1)
- Waffen-Grenadier-Regiment der SS 73 (russisches Nr. 2)
- Waffen-Grenadier-Regiment der SS 74 (russisches Nr. 3)
- Waffen-Artillerie-Regiment der SS 29 (russisches Nr. 1)
  - SS-Füsilier-Bataillon 29
  - SS-Pionier-Bataillon 29
  - SS-Panzerjäger-Abteilung 29
  - SS-Nachrichten-Abteilung 29
- SS-Versorgungs-Regiment 29
  -     - SS-Veterinär-Kompanie 29
    - SS-Sanitäts-Kompanie 29

  - SS-Feldersatz-Bataillon 29

## Kommandeure
- 1.–28. August 1944 Waffen-Brigadeführer Bronislaw Wladislawowitsch Kaminski
- 28. August bis 27. September 1944: SS-Brigadeführer und Generalmajor der Polizei Christoph Diehm
- 27. September bis Oktober 1944: SS-Gruppenführer und Generalleutnant der Polizei Heinrich Jürs